# Draßmarkt
Draßmarkt (maďarsky: Vámosderecske, do r. 1899: Sopronderecske, chorvatsky: Racindrof) je městys v okrese Oberpullendorf v Burgenlandu v Rakousku.

## Poloha
Obec se nachází ve středním Burgenlandu. Leží v nadmořské výšce zhruba 315 - 385 m. Rozloha obce je 36,21 km2 . Část obce spadá do přírodního parku pohoří Landseer Berge. Obcí prochází silnice L230 a L233. Zeměpisné souřdnice jsou : 47° 30′ 46″ N, 16° 24′ 2″ O

## Složení obce
Území obce zahrnuje tři vesnice (v závorce počet obyvatel 31. října 2011):
- Draßmarkt (939)
- Karl (187)
- Oberrabnitz (251)

V lednu 2014 zde žilo celkem 1391 obyvatel.

## Historie
V době př. n. l. byla oblast součástí keltského království Noricum a náležela ke keltskému hradišti u zříceniny hradu Schwarzenbach. Později pak za Římanů byl Draßmarkt součástí provincie Pannonia.
První zmínka o obci je z roku 1289 kdy je uváděna jako opevněné místo "Traizzendorf". V roce 1425 patřila k hradu Landsee a byla místem pro výběr daní. V průběhu let se název obce změnil na "Tracondorff" a v roce 1614 na "Drassendorf". Ve stejném roce, za krále Matyáše Korvína, místo získalo tržní právo a byl zde zřízen nižší soud. V roce 1784 došlo ke změně jména z původního Drosenmarkt na současný název Draßmarkt.
Místo bylo stejně jako celý Burgenland až do roku 1920 součástí Maďarska. Po skončení první světové války, na základě smlouvy ze St. Germain a Trianonu, se stalo od roku 1921 součástí nově založeného státu Burgenland v Rakousku.
V roce 1971 došlo v Rakousku ke slučování obcí. Tehdy byly vesnice Karl a Oberrabnitz začleněny do obce Drassmarkt.

## Zajímavosti
- Katolický opevněný kostel ze 17. století - v obci Draßmarkt
- Stará maďarská hasičská stanice pocházející z 19. století - ve vesnici Oberrabnitz
- Katolický kostel Nanebevzetí Panny Marie z 18. století - ve vesnici Oberrabnitz
- Katolický kostel svaté Kateřiny - ve vesnici Karl